# Jean Baptiste Christophore Fusée Aublet
Jean Baptiste Christian Fusée-Aublet (Salon-de-Provence, 1720 - París, 1778) fue un farmacéutico, botánico, pteridólogo y explorador francés.

## Biografía
Se le envió en 1752 a la Isla de Francia para establecer una farmacia y un jardín botánico. Trabajó como boticario recolector por cuenta de la Compañía francesa de las Indias Orientales en Isla Mauricio (entonces isla de Francia), donde permanece nueve años. Se le envía después a Cayena de 1762 a 1764.
En su estancia en la Isla de Francia, se acusa a Fusée-Aublet de haber destruido plantas recogidas por la expedición de Pierre Poivre (1719-1786), celoso del éxito de este.
Residió durante varios años en la Guayana, donde reunió un inmenso herbario que le permitió publicar su Historia de las plantas de la Guayana francesa, París, 1775, adornada de alrededor 400 grabados . Es el autor de distintas publicaciones sobre los objetos y el comercio de la Guyana. Su herbario pasa a manos de Jean-Jacques Rousseau (1712-1778) tres meses antes de su muerte. En el año 1953, el herbario pasa al Museo nacional de historia natural.

## Obras
- Histoire des plantes de la Guiane Françoise rangées suivant la méthode sexuelle. Ed. P.-F. Didot joven, Londres y París, cuatro volúmenes, 1775. Ejemplar en línea en SICD de la Universidad de Estrasburgo

## Honores
Los géneros de plantas Aubletia Gaertn. y Aubletella Pierre haber nombrado después Aublet.
Varias especies le fueron nombradas en su honor, como
- (Rhamnaceae) Paliurus aubletia Roem. & Schult.
- (Verbenaceae) Verbena aubletia (L.) Jacq.